# Kivobera
Kivobera är ett periodiskt vattendrag i Burundi.   Det ligger i provinsen Bubanza, i den nordvästra delen av landet, 40 kilometer norr om huvudstaden Bujumbura.
Omgivningarna runt Kivobera är en mosaik av jordbruksmark och naturlig växtlighet. Runt Kivobera är det tätbefolkat, med 343 invånare per kvadratkilometer.